# Liste der Kulturdenkmäler in Cornberg
Die folgende Liste enthält die in der Denkmaltopographie ausgewiesenen Kulturdenkmäler auf dem Gebiet  der Gemeinde Cornberg, Landkreis Hersfeld-Rotenburg, Hessen.
Hinweis: Die Reihenfolge der Denkmäler in dieser Liste orientiert sich zunächst an Ortsteilen und anschließend der Anschrift, alternativ ist sie auch nach der Bezeichnung oder der Bauzeit sortierbar.
Kulturdenkmäler werden fortlaufend im Denkmalverzeichnis des Landes Hessen durch das Landesamt für Denkmalpflege Hessen auf Basis des Hessischen Denkmalschutzgesetzes (HDSchG) geführt. Die Schutzwürdigkeit eines Kulturdenkmals hängt nicht von der Eintragung in das Denkmalverzeichnis des Landes Hessen oder der Veröffentlichung in der Denkmaltopographie ab.

## Cornberg
| Bild            | Bezeichnung           | Lage                                                  | Beschreibung                       | Bauzeit | Daten |
| --------------- | --------------------- | ----------------------------------------------------- | ---------------------------------- | ------- | ----- |
| Bild gesucht BW | Gesamtanlage Cornberg | Cornberg Lage                                         |                                    |         |       |
| weitere Bilder  | Kloster Cornberg      | Cornberg LageFlur: 3, Flurstück: 276                  |                                    | 1292    |       |
| Bild gesucht BW | Ehemaliger Friedhof   | Cornberg, Hauptstraße 3 LageFlur: 3, Flurstück: 254/6 | Grabdenkmäler aus der Zeit um 1800 |         |       |
| Bild gesucht BW | Wegweiser             | Cornberg, Die Waidseite LageFlur: 2, Flurstück: 37/1  | Viereckige Sandsteinstele          |         |       |

## Königswald
| Bild            | Bezeichnung                                                | Lage                                                           | Beschreibung               | Bauzeit                      | Daten |
| --------------- | ---------------------------------------------------------- | -------------------------------------------------------------- | -------------------------- | ---------------------------- | ----- |
| Bild gesucht BW | Schmiede                                                   | Königswald, Grundweg 2 LageFlur: 9, Flurstück: 1               |                            | 1900                         |       |
| Bild gesucht BW | Scheune Im Oberland 2                                      | Königswald, Im Oberland 2 LageFlur: 10, Flurstück: 39          |                            | 1877                         |       |
| Bild gesucht BW | Ehemalige Gerichtsstätte                                   | Königswald, Im Oberland 4 LageFlur: 10, Flurstück: 38          | Hufeisenförmiger Mauerring | 1900                         |       |
| Bild gesucht BW | Wohnhaus Im Oberland 12                                    | Königswald, Im Oberland 12 LageFlur: 11, Flurstück: 9          |                            | Frühes 18. Jahrhundert       |       |
| Bild gesucht BW | Dreiseithof Schulstraße 4                                  | Königswald, Schulstraße 4 LageFlur: 10, Flurstück: 35/3        |                            | Spätes 18. Jahrhundert       |       |
| Bild gesucht BW | Ehemalige Schule                                           | Königswald, Schulstraße 5 LageFlur: 10, Flurstück: 44/7        |                            | um 1900                      |       |
| Bild gesucht BW | Wohn-Wirtschaftsgebäude Schulstraße 6                      | Königswald, Schulstraße 6 LageFlur: 10, Flurstück: 69/36       |                            | Erste Hälfte 18. Jahrhundert |       |
| Bild gesucht BW | Evangelische Kirche                                        | Königswald, Schulstraße o. N. LageFlur: 10, Flurstück: 46      |                            | 1498                         |       |
| Bild gesucht BW | Haupthaus einer Hofanlage und Scheune Stölzinger Straße 20 | Königswald, Stölzinger Straße 20 LageFlur: 10, Flurstück: 12/1 |                            | 1910                         |       |

## Rockensüß
| Bild            | Bezeichnung                             | Lage                                                            | Beschreibung | Bauzeit                       | Daten |
| --------------- | --------------------------------------- | --------------------------------------------------------------- | ------------ | ----------------------------- | ----- |
| Bild gesucht BW | Evangelische Kirche                     | Rockensüß, Am Steinweg o. N. LageFlur: 5, Flurstück: 12/6       |              | 1842/43                       |       |
| Bild gesucht BW | Wohn-Wirtschaftsgebäude Am Steinweg 12  | Rockensüß, Am Steinweg 12 LageFlur: 4, Flurstück: 64            |              | Mitte 18. Jahrhundert         |       |
| Bild gesucht BW | Einhaus Am Steinweg 18                  | Rockensüß, Am Steinweg 18 LageFlur: 4, Flurstück: 76            |              | Spätes 17. Jahrhundert        |       |
| Bild gesucht BW | Ehemaliges Pfarrhaus                    | Rockensüß, Am Steinweg 38 LageFlur: 5, Flurstück: 6/2           |              | 1689                          |       |
| Bild gesucht BW | Dreiseithof Am Wasser 9                 | Rockensüß, Am Wasser 9 LageFlur: 6, Flurstück: 40/1             |              | 1838                          |       |
| Bild gesucht BW | Untermühle                              | Rockensüß, Sontraer Straße 2 LageFlur: 7, Flurstück: 3,4,5/1,19 |              | 1402                          |       |
| Bild gesucht BW | Ernhaus Sontraer Straße 4               | Rockensüß, Sontraer Straße 4 LageFlur: 6, Flurstück: 49/2       |              | 1706                          |       |
| Bild gesucht BW | Schmiede                                | Rockensüß, Sontraer Straße 8 LageFlur: 6, Flurstück: 60         |              | 1900                          |       |
| Bild gesucht BW | Wohnhaus Sontraer Straße 14             | Rockensüß, Sontraer Straße 14 LageFlur: 6, Flurstück: 69/1      |              | Zweite Hälfte 17. Jahrhundert |       |
| Bild gesucht BW | Ehemalige Schule                        | Rockensüß, Sontraer Straße 17 LageFlur: 5, Flurstück: 9/2       |              | 1840                          |       |
| Bild gesucht BW | Wohnhaus Sontraer Straße 19             | Rockensüß, Sontraer Straße 19 LageFlur: 5, Flurstück: 2         |              | Zweite Hälfte 17. Jahrhundert |       |
| Bild gesucht BW | Wohnhaus und Scheune Sontraer Straße 23 | Rockensüß, Sontraer Straße 23 LageFlur: 4, Flurstück: 38/1      |              | 1839                          |       |
| Bild gesucht BW | Wohnhaus Sontraer Straße 32             | Rockensüß, Sontraer Straße 32 LageFlur: 3, Flurstück: 45        |              | um 1900                       |       |
| Bild gesucht BW | Unterstallhaus Zum Rohrbach 2           | Rockensüß, Zum Rohrbach 2 LageFlur: 3, Flurstück: 30/1          |              | 1663                          |       |
| weitere Bilder  | Gut RIttershain                         | Rockensüß, Außerhalb der Ortslage LageFlur: 2, Flurstück: 53    |              | um 1910                       |       |